# Kamnje (Šentrupert, Slovenija)
Kamnje je naselje u slovenskoj Općini Šentrupertu. Kamnje se nalazi u pokrajini Dolenjskoj i statističkoj regiji Jugoistočnoj Sloveniji. 

## Stanovništvo
Prema popisu stanovništva iz 2002. godine naselje je imalo 94 stanovnika.